# 支线飞机

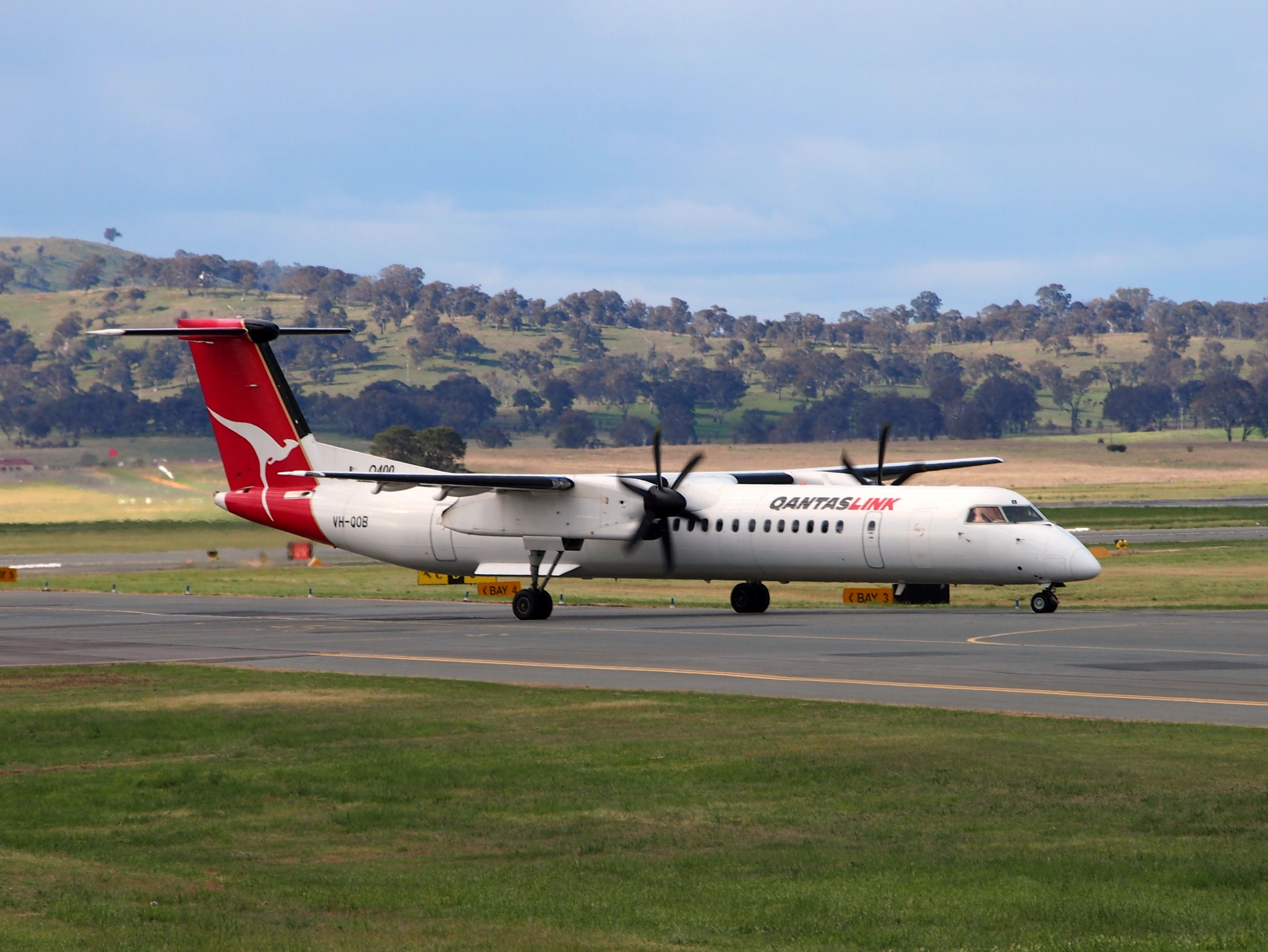
渦槳動力的機種經常被用於飛行區域航線，例如圖中這架澳洲連接航空所操作的德哈維蘭加拿大DHC-8-400。2012年時攝於澳洲坎培拉機場。

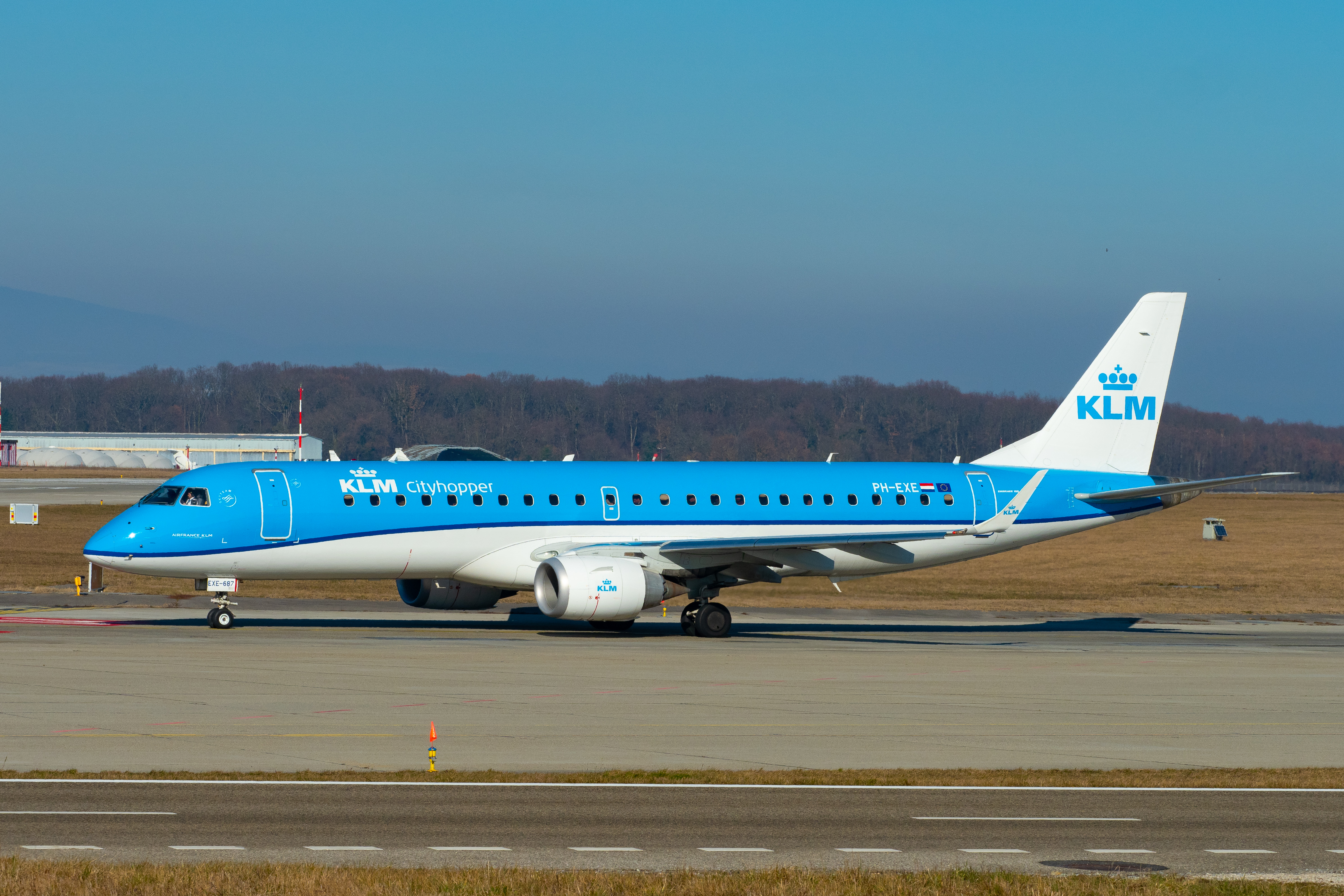
一架由荷蘭皇家城市短途航空所操作的巴西航空工業E190STD。2019年時攝於瑞士日內瓦機場。

支线飞机是指在设计運行在短程航班上搭載約100人以下乘客的小型民航飛機，後來逐漸出現增至搭載約120名乘客的加長款式。其典型特征即承担大型航线以外局部中短距离、小城鎮之間或大城市與小城市之間的短途旅行、山地区域、離岸島嶼之间商业运载等。

## 发展史

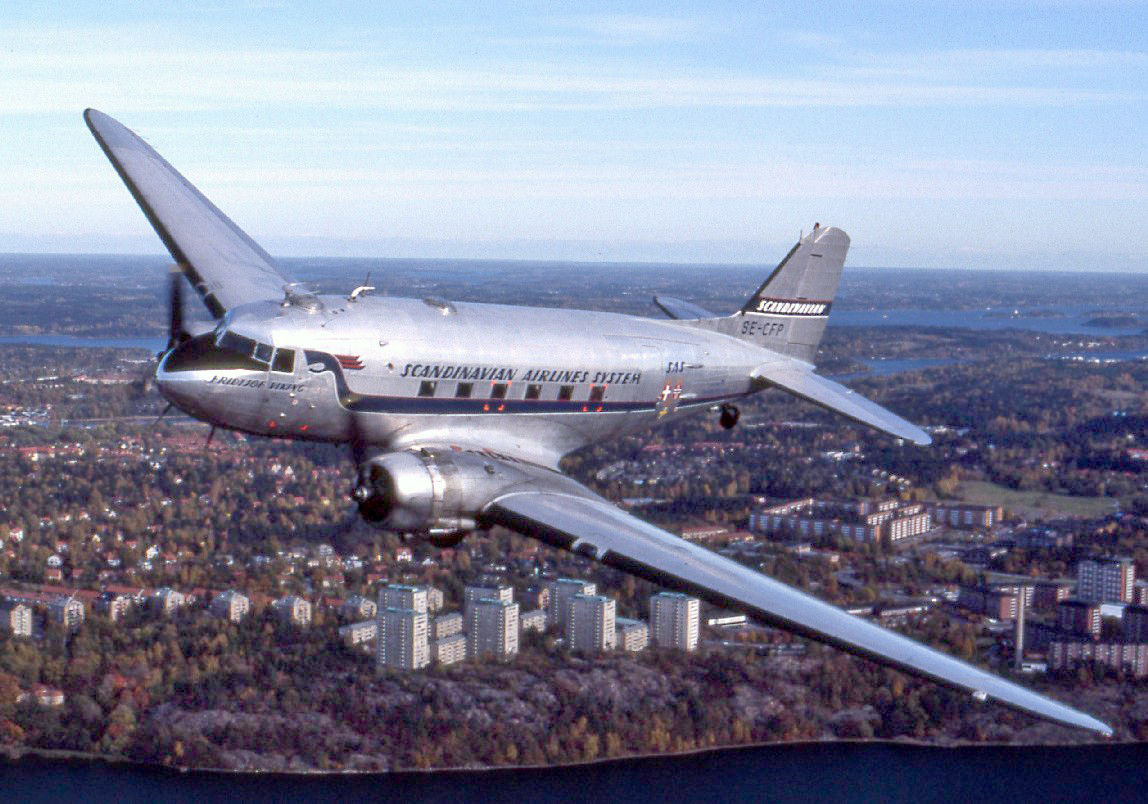
北歐航空的道格拉斯DC-3

在航空业发展早期，飞机小、航线短，因航行距离的局限，航线多按地理划分，是支線飛機的獨霸時代。全球有名的支线飞机机型如道格拉斯公司生产的DC-3型飞机，重制版巴斯勒BT-67現在仍在生產。随着飞机服务领域的拓展，特别是在水上飞机（Flying boat）发展以后，一方面以短程为主的小型飞机发展空间渐渐变窄，被迫开辟新的服务领域，另一方面冷戰後超大型噴射客機開始出現，中长距离航行需求日益兴盛，并以航空枢纽为中心不断开辟新的航线，众多用於連接跨洲旅程的小航线让位于雄厚航空集团公司的遠程直飛航班。
随着跨国、跨洲长途国际航线的开辟，短程航线尽管有利可图，总体上极少有航空巨头愿意投入资金开发新的机型。当新的、航程更长的干线飞机机型涌现后，其淘汰机型补充支线运营服务。由于干线飞机主要依靠运量和长距离维持其经济性，转入支线运营的淘汰机型、或縮短版本制约了支线航空业的发展，因此開發成本較低且根據不同國家地理的針對性需求，更經濟實惠的新興支線飛機在各國陸續推出市場，隨著航空需求的上漲預期，較新款支線飛機的標準載客量，一般設定在70人以上，旅客較多的航線則發展了120座級的延伸機型。

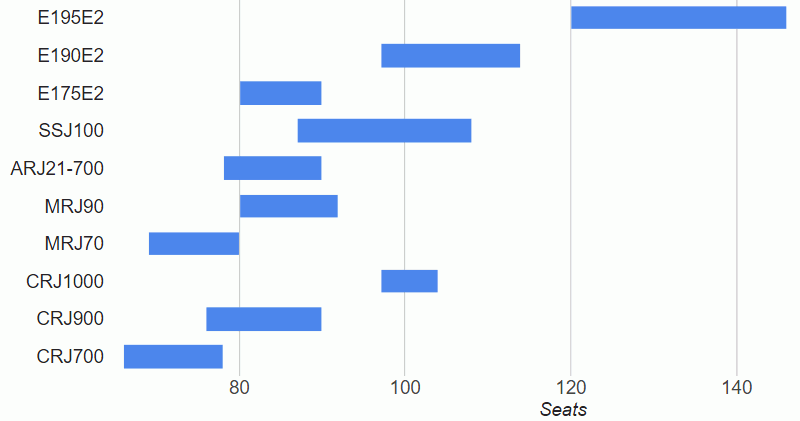
支線飛機基於座位數的比較

由於支線飛機被用於較短的航線，因此傳統飛機未來的替代品可能是混合動力飛機、電動飛機和氫能飛機。

## 現役主要機型

### 螺旋槳動力
- ATR 42
- ATR 72
- 比奇1900
- 巴西航空工業EMB 120
- 德哈維蘭加拿大DHC-6
- 德哈維蘭加拿大DHC-8
- Let L-410
- 薩博340
- 费尔柴尔德梅特罗

### 噴射動力
- 波音717
- 龐巴迪CRJ100/200
- 龐巴迪CRJ700系列
- 中國商飛C909
- 巴西航空工業ERJ系列
- 巴西航空工業E系列
- 巴西航空工業E2系列
- 福克100
- 蘇霍伊超級噴氣機100

## 另見
- 規模條款
- 窄體飛機
- 幹線航空（英语：Mainline (aeronautics)）